# Diệt chủng Circassia
Cuộc Diệt chủng Circassia là một loạt các chiến dịch tấn công, trục xuất và đàn áp người Circassia từ mảnh đất quê hương Circasia vốn là dân đa số theo Hồi giáo trải dài từ Biển Đen cho tới khắp Bắc Kavkaz. Nó đều diễn ra sau khi xảy ra chiến tranh Kavkaz vào nửa sau thế kỷ 19. Phần đông họ chạy tị nạn tới đế quốc Ottoman.
Người Circassia vốn là dân bản địa ở vùng Kavkaz nhưng đã bị tận diệt có kế hoạch ngay sau khi kết thúc cuộc chiến tranh Nga-Circasia năm 1864. Trong khi phần đông nạn nhân là người Circassia, các dân tộc khác như người Ubykh, người Abaza, người Ingush, người Chechen, người Ossetia, người Abkhaz,... cũng bị ảnh hưởng.
Không rõ có bao nhiêu người đã tham gia vào cuộc diệt chủng này song tất cả đều khẳng định Đế quốc Nga là thủ phạm của việc này. Lục quân Đế quốc Nga tiến hành bủa vây, bắt bớ, đốt phá và đánh đuổi những người Circassia tới những bến cảng, nơi có những con tàu đưa họ tới Thổ Nhĩ Kỳ hoặc bị trục xuất tới Đế quốc Qajar (Ba Tư). Mục tiêu rõ ràng của Nga là trục xuất với quy mô lớn để không cho dân tộc này còn tồn tại trong lãnh thổ Nga. Có rất nhiều nạn nhân đã chết trên đường trục xuất, song không rõ con số là bao nhiêu. Theo các thống kê, có tới 90% cho tới 94%, mặc dù con số có thể còn cao hơn, lên tới 95-97% đã chết hoặc bị trục xuất, hoặc phải bỏ chạy sang nước khác nếu tính toàn cục dân số xứ này vào thời điểm bắt đầu chiến dịch diệt chủng.
Các nhóm người Hồi giáo cũng chạy tị nạn sang Thổ Nhĩ Kỳ và Ba Tư. Cuộc đàn áp này đã dần trở thành biểu tượng của chủ nghĩa bành trướng Nga, cũng như là biểu tượng cho sự áp bức các dân tộc thiểu số mà Đế chế Nga đã để lại. Đây vẫn là vấn đề gây mâu thuẫn ngoại giao giữa Nga và một số nước Trung Á cho tới ngày nay.

## Cội nguồn

### Nguyên nhân

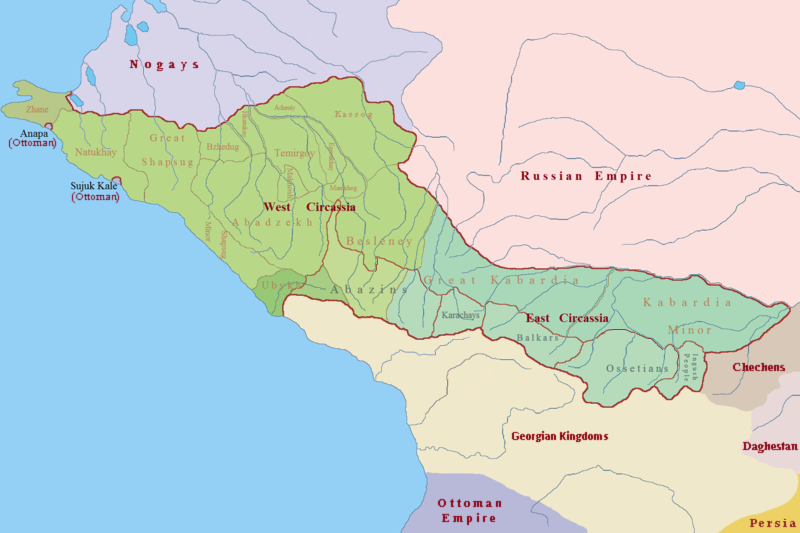
Lãnh thổ người Circassia (màu xanh lục) năm 1750

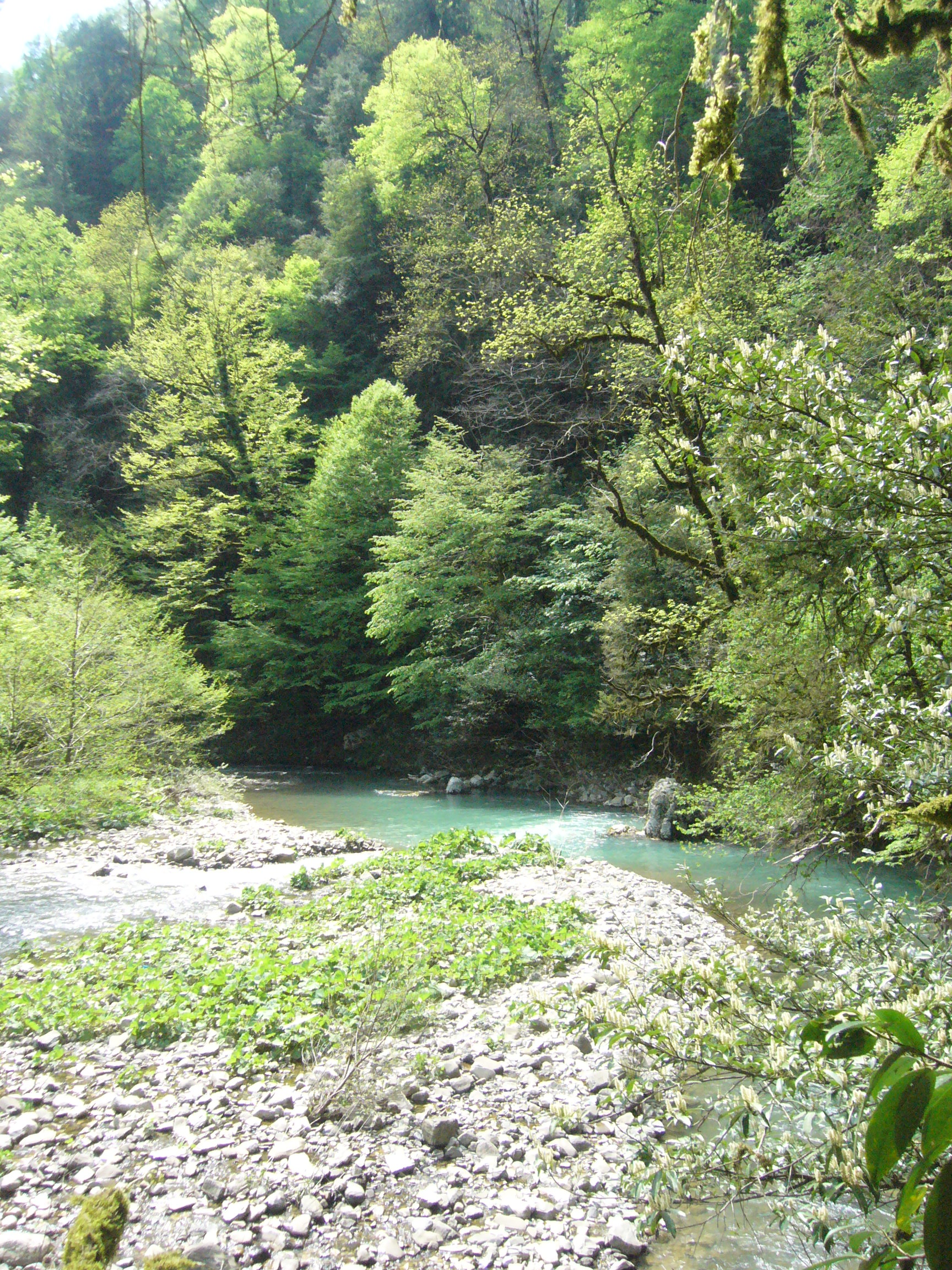
Sông trong vùng

Vào cuối thế kỷ 18, Nga gia tăng bành trướng lãnh thổ nên đã mở rộng đất đai càn quét xuống phía nam, nên thường phải đụng độ với Ba Tư và Thổ, nên tìm mọi cách để biến vùng Kavkaz trở thành lãnh thổ Nga. Đông Gruzia đã từng là lãnh thổ của Ba Tư từ năm 1555 nhưng khi Nader Shah mất năm 1747, vùng này nổi loạn chống Ba Tư và thành lập vương quốc Kartli-Kakheti bởi tài lãnh đạo của vua Erekle II. Năm 1783, hòa ước Georgievsk giữa Nga và vương quốc người Gruzia này được ký kết và vương quốc này trở thành xứ bảo hộ của Nga. Sau khi đánh bại Ba Tư năm 1795, Nga sáp nhập vương quốc này vào thế kỷ 19 và được Ba Tư phê chuẩn năm 1813 theo hiệp ước Gulistan. Trong khi đó các vùng đất khác như Azerbaijan, Armenia, Dagestan thì bị càn quét bằng vũ trang sau khi Nga đánh bại Ba Tư trong Chiến tranh 1804-1813 và 1826-1828. Những vùng đất này, vốn có truyền thống độc lập ngoài ảnh hưởng của các đế chế cai trị trước đó, hóa ra lại trở nên dễ dàng để cai trị khi phần lớn chấp nhận sự cai trị của người Nga. Tại Kartli-Kakheti, Nga lợi dụng sự bảo hộ từ vua George XII Bagrationi để sáp nhập và lãnh thổ Nga. Nhà Imereti nổi dậy chống Nga và kéo theo những bất ổn liên tục trong suốt thế kỷ 19 sau đó. Những vùng còn lại, dù chưa bị càn quét bởi bất kỳ ai, vô tình trở thành vùng đất khó nhằn nhất mà người Nga đế sáp nhập, chính là vùng đất Circassia.

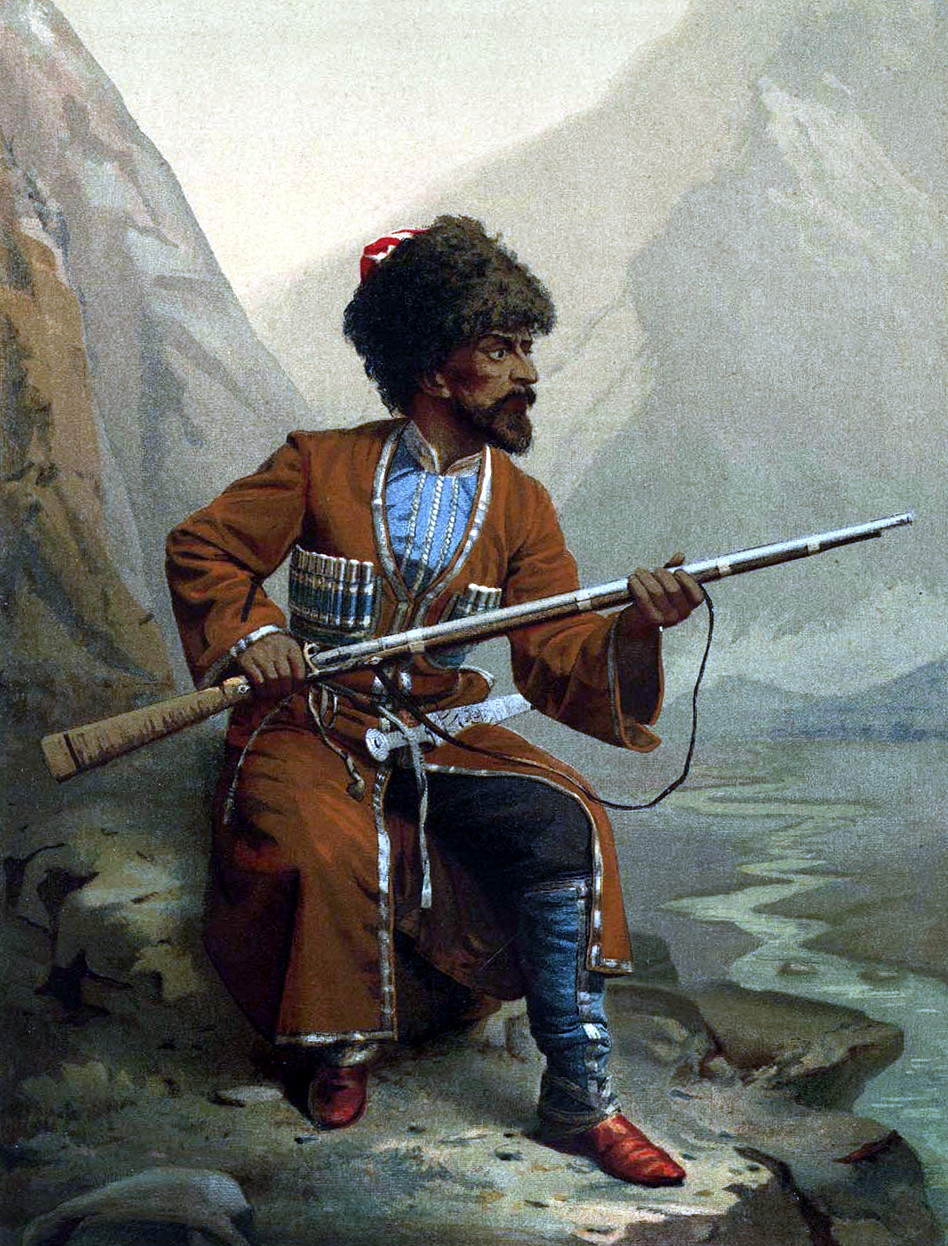
Chiến binh Circassia trong cuộc chiến tranh Nga-Circassia

Người Circassia vốn là dân tộc Thiên chúa từ thế kỷ 5 và 6 do các nhà truyền giáo Byzantine tới khu vực và họ liên kết với người Gruzia. Cả hai ban đầu đều tìm kiếm sự giúp đỡ từ Nga nhưng bước ngoặt tới vào năm 1717, khi Sultan Murad IV yêu cầu những người Hồi giáo Krym tìm cách ép Hồi giáo hóa dân tộc này và nó đã có những thành công nhất định, tạo bản lề cho sự ảnh hưởng của Hồi giáo về sau với nhóm dân này. Thế nhưng, nó chỉ thực sự rõ rệt khi người Nga có ý đồ bành trướng nơi này vào lãnh thổ Nga, gây ra nỗi sợ buộc dân tộc này gần như cải đạo để liên minh với người Thổ, dẫn tới chính trị hóa Hồi giáo trong khi cùng lúc đó gây rạn nứt nội bộ giữa người Circassia với nhau; đến năm 1840, vẫn có quá nửa người Circassia là Thiên chúa giáo hoặc dân pagan, nhất là những bộ lạc Natuhay và Shapsug, ngay cả khi Mohammad Amin, giáo trưởng thứ ba của Imam Shamil, đã vận động cải đạo. Cho đến nay, người Circassia vẫn bị chia rẽ về tôn giáo.
Tại đó, quân Nga liên tục đối mặt với các cuộc tập kích lẻ tẻ. Nga vẫn coi xứ này là thuộc quốc của Thổ phải bị sáp nhập vào Nga theo hiệp ước Adrianople năm 1829 thì người Circassia lại coi đó là phi pháp vì nước họ không phải lãnh thổ của đế chế Thổ. Vào thế kỷ 19, người Cossack và người Circassia có giao thương mạnh mẽ và thường chống lại người Thổ và người Tatar Krym, nhưng sự di cư ồ ạt của người Cossack khiến cho người Circassia mất dần đất xung quanh sông Kuban. Vì thế, nhóm người này cùng các bộ lạc Kavkaz khác tìm cách tấn công các đồn quân Nga rồi lẩn trốn. Thế nhưng sự gia tăng quân số Nga, vấn đề nhu yếu phẩm (do sự phức tạp lãnh thổ), đã khiến binh lính Nga trút sự giận dữ lên người Circassia vô tội do các cuộc đột kích của nhóm quân này vào quân Nga, bằng việc tấn công các làng người Circassia, gây ra một vòng đột kích luẩn quẩn. Người Circassia chiến đấu chống Nga lâu hơn bất kỳ ai khác trong vùng.

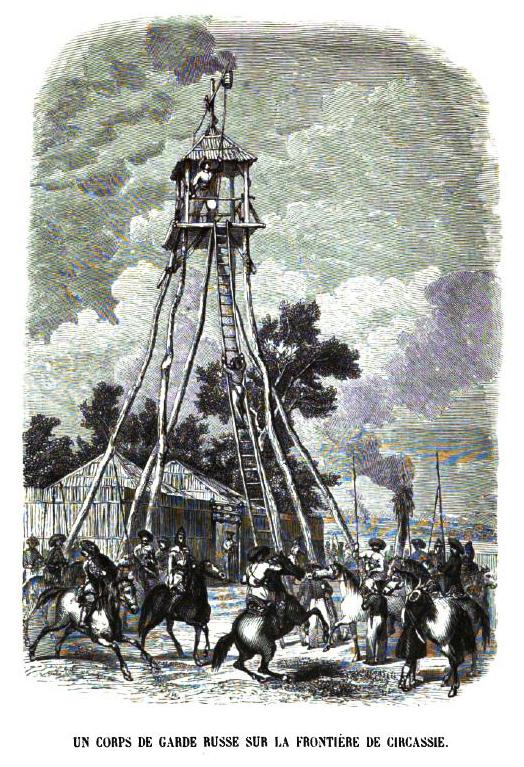
Trại quân Nga ở vùng biên cương Circassia, năm 1845

Quân đội Nga cố tìm cách xây nhiều đồn lũy và doanh trại, nhưng chỉ thấy bị đột kích và nhiều lúc còn bị quân du kích địa phương đánh chiếm thành công với rất nhiều thương vong. Vì thế, năm 1816, tướng Aleksey Yermolov nhận ra, chỉ có con đường "khủng bố" mới dẹp được vấn đề này, mà theo mô tả, thì việc xây quá nhiều đồn lũy là đỉnh điểm cho "bọn mọi rợ châu Á biết mình yếu kém". Dưới trướng Yermolov, quân Nga và người Nga di cư sử dụng biện pháp đột kích, đánh phá, cướp bóc, để đạt ổn định lâu dài. Để làm được việc này, người Nga tấn công dồn dập vào những khu làng nơi bị nghi là có quân du kích, phá hủy, đánh chiếm, cướp phá, âm mưu ám sát, bắt cóc, giết người hàng loạt và xử tử đại gia đình. Do các lực lượng du kích coi trọng việc giành tình cảm các khu làng, người Nga cũng phá hủy nhu yếu phẩm của họ và tàn sát dân thường  Người Circassia phản ứng bằng việc gây dựng các liên minh bộ lạc.
Nó khiến người bản địa khu vực thêm căm thù Nga. Quân đội Nga thường mệt mỏi với việc các nhóm dân thiểu số sử dụng chiến thuật đánh úp và lợi thế địa hình, trong khi các làng thần phục người Nga chỉ vào sáng trong khi vào đêm lại đánh úp trở lại. Cuộc chiến này nhận được sự đồng cảm từ thế giới phương Tây, đặc biệt là Anh, bấy giờ là kẻ thù của Nga, nhưng vì quyền lợi ngoại giao với Nga trở nên hệ trọng, người Anh làm ngơ trong khi những hi vọng kháng chiến dần vụt tắt với người Circassia. Imam Shamil đã cố thuyết phục người Circassia ủng hộ các chiến binh Hồi giáo Kavkaz do ông cầm đầu, nhưng người Circassia tỏ ra lạnh nhạt. Chính điều này buộc Shamil phải hàng Nga về sau, và không ít các chiến binh ngày trước do Shamil lãnh đạo, đóng vai trò trong cuộc diệt chủng người Circassia sau này.
Để chống lại chiến tranh du kích này, người Nga san phẳng địa hình, phá hủy làng mạc, xây đường sá, chặt rừng để mở đường cho nông dân và người di cư Nga cũng như các bộ lạc Kavkaz thân Nga ở. Trước tình hình ngày một bạo lực, người Nga coi đó là quyết sách.

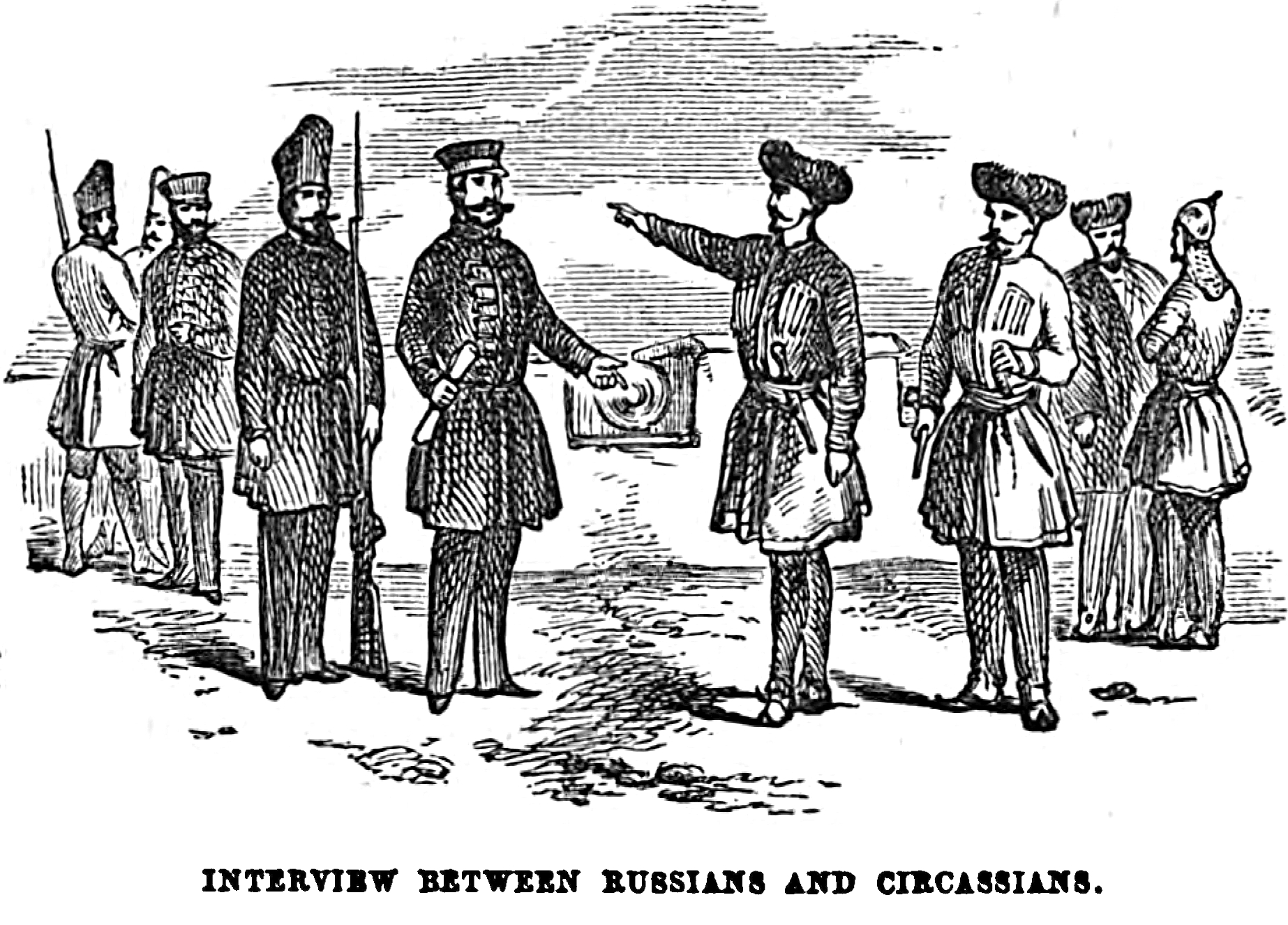
Đại diện Nga và Circassia tranh luận, 1855

Năm 1837, những thủ lĩnh bộ lạc người Natukhai, Abzakh và Shapsug đề nghị được chấp thuận nằm dưới trướng cai trị của Nga nếu Nga rút dân di cư khỏi vùng, song Nga từ chối. Tướng Yermolov cho rằng Nga "chỉ cần đất chứ không cần người Circassia". Các chỉ huy như Yermolov và Bugalov thường tìm cách coi nhẹ vấn đề hòa bình với người Circassia để hành động trên tham vọng của mình.
Trong cuộc gặp để thông qua Hiệp ước Paris năm 1856, đại sứ Anh, bá tước Earl of Clarendon, cho rằng biên giới sông Kuban là cách tốt nhất để định hình lãnh thổ giữa Nga và Thổ Nhĩ Kỳ, song ông không nhận ra được là Pháp và Thổ đã ngấm ngầm ủng hộ Nga cai trị vùng này. Khi bá tước Earl cố ngăn Nga xây đồn lũy ở Circassia, ông bị các đại diện Pháp phá bĩnh. Do Circassia chưa từng bị Nga cai trị, người Circassia cảm thấy bị tổn thương khi họ bị đưa vào bản đồ là một phần của Nga theo hiệp ước, trong khi Nga không coi họ là một phần của nước Nga và cũng không đối xử bình đẳng.

### Ý đồ trục xuất

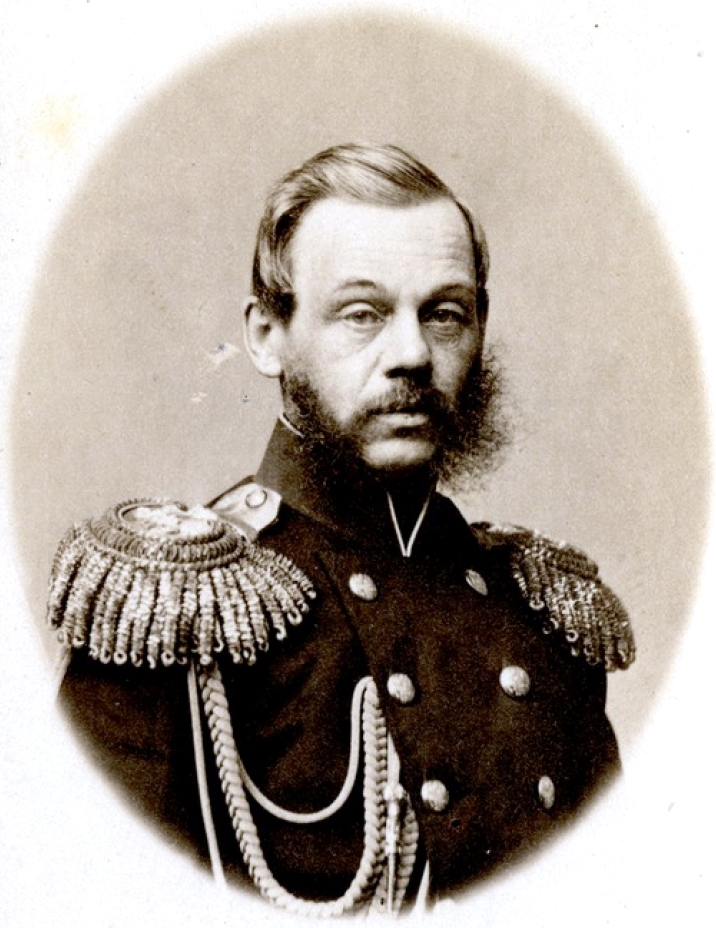
Dmitry Milyutin, 1865

Sĩ quan Nga Dmitry Milyutin là người đã đề xuất ý kiến về việc diệt chủng hàng loạt dân tộc này vào năm 1857 khi ông cho rằng người Circassia cần phải bị tận diệt triệt để để ngăn chặn nguy cơ nổi dậy của dân tộc này với ý định là để cho dân tộc này "không còn mầm mống nào ở Nga" và rằng "thanh tẩy các mối nguy hiểm từ nhóm người này". Sa hoàng Aleksandr II của Nga đã ưng thuận kế hoạch này, và khi Milyutin trở thành bộ trưởng Chiến tranh Nga năm 1861, cuộc đại diệt chủng bắt đầu.
Hoàng tử Kochubei của triều đình Nga hoàng khi gặp các quan chức và phóng viên Hoa Kỳ năm đó đã nói thẳng rằng "tụi Circassia giống như là tụi Da đỏ ở Hoa Kỳ vậy... ô nhiễm và man rợ, và, để tránh cho cái thứ rác thải đó, tận diệt là cách duy nhất".
Thế nhưng, ngay trước khi Milyutin đề xuất như thế, người Nga cũng đã tiến hành đàn áp Người Tatar Krym và người Nogai và đã được học giả như Rosser-Owen chứng nhận. Vào những năm 1850 và đầu năm 1860, người Circassia bị đánh đuổi để nhường chỗ cho người Cossack di cư, làm gia tăng khả năng Nga đã muốn tận diệt toàn bộ dân tộc này từ lâu.
Theo cách hiểu, Nga đã muốn tận diệt những "kẻ nổi loạn" và dành đất cho những người Thiên chúa giáo và Cossack. Tướng Nikolai Yevdokimov ủng hộ việc trục xuất này, khi ông ta cho rằng cần đuổi hết dân tộc này về Thổ Nhĩ Kỳ để chấm dứt cuộc chiến tranh Kavkaz lâu năm trong khi trao quyền cho những người "trung thành tới chết với nước Nga". Tuy vậy, ban tham mưu Nga cũng khá cẩn trọng khi lo sợ người Thổ có thể sử dụng những người di cư này để tiến hành gây chiến hòng nhằm tái chiếm những lãnh thổ đã mất vào tay Nga trước đây. Chỉ đến tháng 10 năm 1860, các chỉ huy Nga mới nhất trí được vấn đề này và được Sa hoàng Aleksandr II chấp thuận ngày 10 tháng 5 năm 1862. Phía Thổ được yêu cầu khuyến khích người di cư tới để chính phủ Thổ có thể cho đất ở tại những khu vực có đông người Thiên chúa giáo ở Thổ Nhĩ Kỳ.
Các lãnh tụ Hồi giáo địa phương ngầm chấp thuận việc di cư do lo sợ bị ép cải đạo, và các lãnh chúa Hồi giáo địa phương, vốn nhiều đặc quyền đã bị mất bởi sự bành trướng của Nga, cũng ngầm ủng hộ di cư sau cuộc cải cách nông nô Nga năm 1861. Vào năm 1861, những thủ lĩnh người Circassia yêu cầu chính phủ Nga rút người Cossack và Thiên chúa khỏi vùng để đổi lấy sự trung thành với Đế quốc Nga của dân tộc này, song cả hai không đạt được đồng thuận nào.
Năm 1859, ba năm trước cuộc đại diệt chủng, các quan chức Nga bí mật gặp đại diện Thổ về số lượng người sẽ bị chuyển sang Thổ Nhĩ Kỳ, và năm 1860 cả hai đạt được thỏa thuận ước tính gần 50.000 người Circassia sẽ bị cưỡng bức di cư sang. Nhưng cùng lúc đó, rất nhiều người Circassia ở vùng Kuban cũng như cả người Kalmyk đã bị ép tới Thổ Nhĩ Kỳ theo cách người Nga đã làm với người Nogai. Theo báo chí Anh đương thời, Nga có ý đồ ép họ phải di cư tới vùng Xibia hoặc tới Thổ Nhĩ Kỳ, kết cục là khoảng 200.000 người đã bị trục xuất tới Thổ ở Istanbul và Üsküdar.
Sự nguy cấp đó khiến các lãnh đạo người Circassia năm 1861 phải kêu cứu tới các cường quốc khác tại Sochi. Đại diện Anh và Ottoman hứa hẹn sẽ ủng hộ một nhà nước độc lập của người Circassia với sự ủng hộ từ Paris nếu họ có nhà nước riêng, và họ cuối cùng cũng lập nên được Quốc hội đầu tiên ở Sochi, song tướng Nga Kolyobatkin đã phá trụi Sochi trong khi các nước khác im lặng về vấn đề này.

## Yêu cầu trở lại
Nhiều người Circassia đã đòi Nga trả họ về khu vực Kavkaz, và nhiều văn phòng đại diện ngoại giao đoàn của Nga ở Thổ liên tục bị những người Circassia làm loạn. Sau đó, Nga chấp nhận có hạn chế, khoảng 8.500 người. Aleksandr II của Nga luôn cảm thấy nghi ngờ Anh và Thổ âm mưu sử dụng nhóm người này để kích động bất ổn chống Nga. Vì thế Sa hoàng thường từ chối nói về điều này.

## Hệ quả
Đến nay, rất nhiều người Circassia vẫn luôn cảm nhận thấy bi kịch của chiến dịch đàn áp này. Những người Thổ gốc Circassia thường không ăn cá để khắc vào ký ức diệt chủng hàng loạt của Nga đối với họ.
Một số người nổi tiếng trong chính phủ Ottoman có nguồn gốc từ vùng Kavkaz.

### Những bất ổn ở Thổ Nhĩ Kỳ

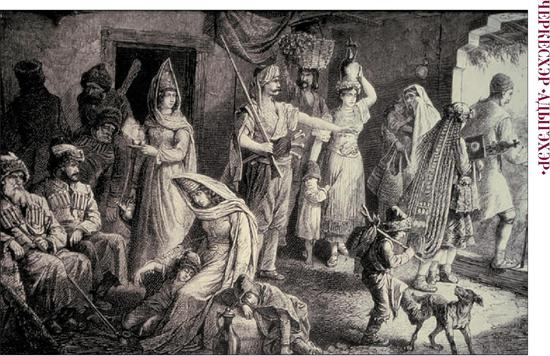
Người Circassia tị nạn tại một ngôi nhà của người Bulgaria bị bắt vì phạm tội, 1870

Người Circassia tị nạn ở Thổ Nhĩ Kỳ được cho là nguồn cội dẫn đến thất bại của đế quốc Thổ tại Balkans. Theo Misha Glemny, việc dân tộc này có đức tin Hồi giáo, gần gũi với người Thổ nên được chính quyền Thổ ưu đãi, thậm chí cho trực tiếp cầm quân đội ở vùng Balkan hòng nhằm làm suy giảm dân số Thiên Chúa giáo vốn chiếm đa số trong vùng đã khiến cho những người Bulgaria, người Serbia, người Hy Lạp, người România vốn đa số là Chính thống giáo càng ngày thêm thù nước Thổ. Ngoài ra vấn đề bệnh dịch mà dân tộc này mang tới và việc quá tải người tị nạn vốn trước đây từ Krym đã khiến sự thù địch dần dẫn tới cuộc chiến về sau giữa các nước Balkan với Thổ Nhĩ Kỳ.
Có rất nhiều trường hợp việc người Circassia tị nạn được chính phủ Thổ cấp đất song dân bản địa lại không ưa nhóm này. Thậm chí, những người Kurd từng sống ở Balkan cho tới khi bị người Circassia đánh đuổi, còn lưu lại một bản ballad về dân tộc này và coi người Circassia là một dân tộc hung ác. Nó cũng là trường hợp xảy ra liên tiếp ở vùng Balkan về sau này, khiến cho những người bản địa cũng coi dân tộc này là dân tộc man rợ, hung ác và bạo tàn. Chính phủ Thổ đã không làm gì để ngăn chặn điều này bất chấp sự ức chế của những người dân bản địa.
Cuối những năm 1870, người Circassia lại bị trục xuất, lần này, là bởi cả người Nga và các đồng minh của họ.

## Diệt chủng

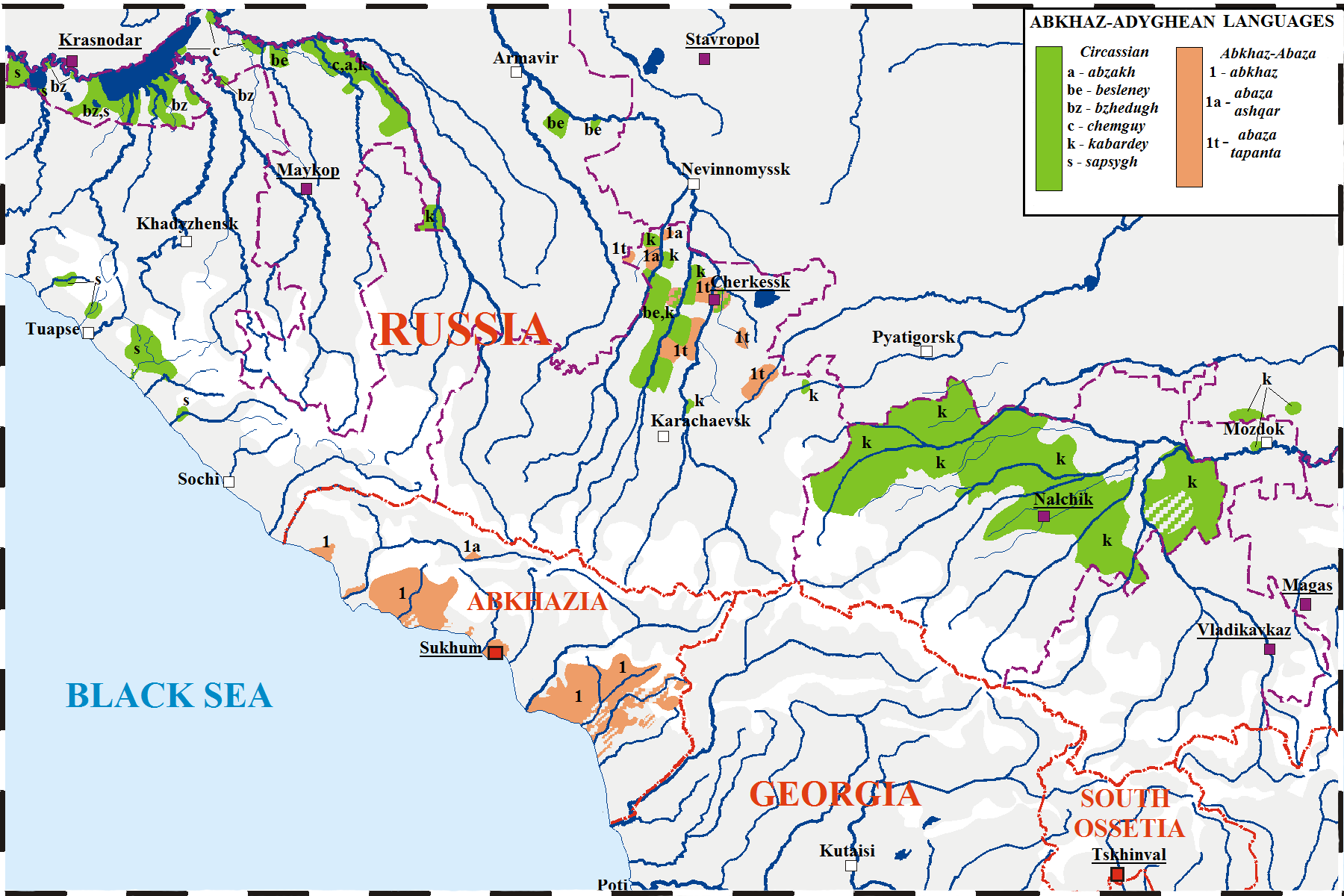
Những người Circassia ở những mảnh đất thuộc Circassia xưa, thế kỷ 21

Đến nay, nhiều nhà sử gia, học giả và các nhóm vận động nhân quyền coi đó là diệt chủng thực tế do người Nga đã tìm cách tận diệt dân tộc này đến mức tối đa, mặc dù vào thế kỷ 19 nó vẫn không được dùng rộng rãi, với lý do lính Nga đã tận tay tàn phá trong khu vực cho tham vọng thuộc địa hóa của người Nga. Họ tin rằng khoảng hơn 90% người Circassia (hơn 3 triệu người bấy giờ) đã bị trục xuất, tận diệt, và gây chết hơn ngàn người, song không rõ con số thực tế.
Cố Tổng thống Nga Boris Nikolayevich Yeltsin năm 1994 thừa nhận các phong trào kháng chiến này song lại cho rằng chính phủ Nga hoàng không có tội. Năm 1997 và 1998, lãnh đạo Kabardino-Balkaria và Adygea yêu cầu chính phủ Nga phải xin lỗi, nhưng đến nay vẫn chưa có phản hồi từ Moskva. Năm 2006, cộng đồng đại diện người Adygea ở Nga, Thổ Nhĩ Kỳ, Iraq, Hoa Kỳ, Israel, Jordan, Bỉ, Pháp, Canada, Đức, Liban, Gruzia và Syria gửi thư lên Nghị viện châu Âu kêu gọi công nhận diệt chủng người Circassia.

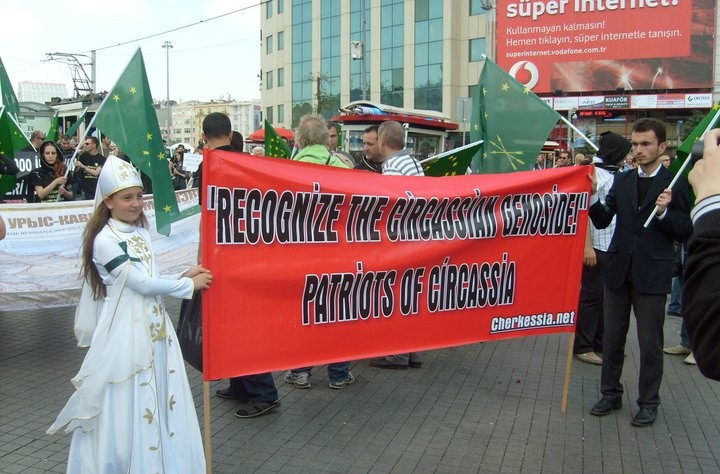
Người Circassia tuần hành kêu gọi công nhận diệt chủng ở Thổ Nhĩ Kỳ

Ngày 5 tháng 7 năm 2005, nghị viện Circassia, một nghị viện độc lập với chính phủ Nga hoạt động tại Nga, kêu gọi Moskva phải công nhận cuộc thảm sát và bồi thường cho những nạn nhân của cuộc thảm sát. Họ chỉ thẳng 400.000 người đã chết, 450.000 đã bị trục xuất trong khi chỉ còn lại 80.000 ở khu vực. Đuma Quốc gia Nga từ chối một năm sau đó dù họ đã thừa nhận tội ác Xô viết mà chỉ yêu cầu có thêm sự hợp tác với người Kavkaz. Nhiều người cho rằng nếu phải công nhận, nó sẽ gây ra gánh nặng tài chính cho Nga.

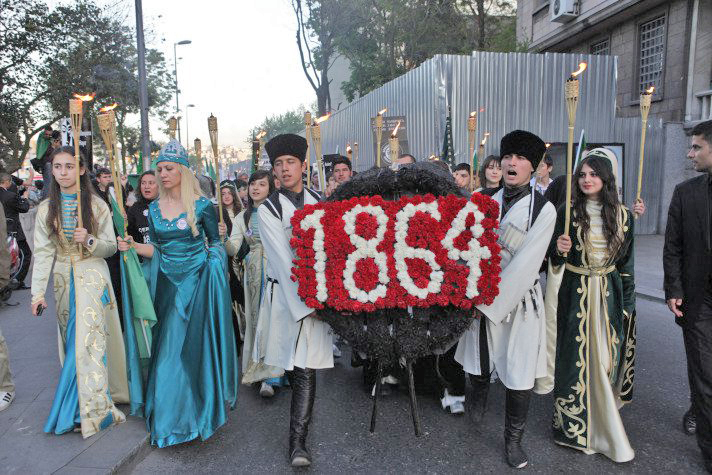
Ngày mặc niệm Circassia, tưởng niệm hàng năm ở Thổ Nhĩ Kỳ bởi người Circassia ở đây

Ngày 21 tháng 5 năm 2011, Nghị viện Gruzia thông qua một đạo luật qua đó coi các hành động mà Đế quốc Nga gây ra là tội ác diệt chủng nhân loại, trở thành nước đầu tiên trên thế giới làm điều đó. Bản thân Gruzia có quan hệ không tốt với Nga do cuộc xâm lược của Nga vào Gruzia năm 2008 trước đó nên đã sớm gắn vấn đề này vào tội ác theo luật nhân quyền của Den Haag năm 1907 và 1948.
Cũng vào ngày này năm sau, tại Anaklia, một tượng đài tưởng niệm được dựng lên để kỷ niệm những người bị trục xuất.
Tại Nga, một nhóm chính phủ đã lập ra để "chống lại ý định viết lại lịch sử để hạ cấp Nga" với sự tôn trọng cho sự kiện năm 1864.

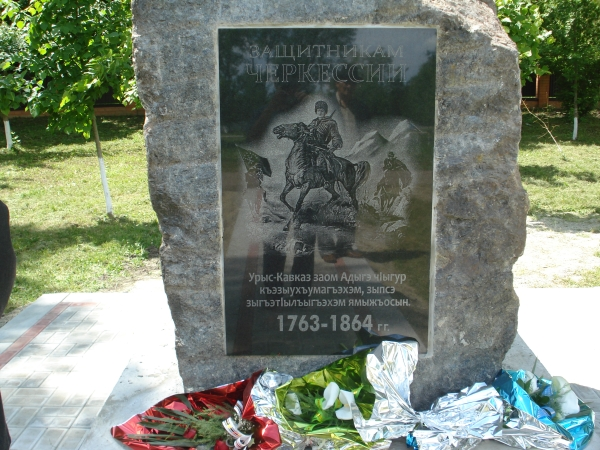
Tượng đài kỷ niệm người Circassia bị trục xuất khỏi Nga ở Adygea

### Cách nhìn từ các học giả
Arno Tanner coi các cuộc đàn áp Người Tatar Krym và người Circassia là bằng chứng điển hình cho chủ nghĩa bạo lực và đàn áp của người Nga và được xem như là khởi đầu của tư tưởng "bạo lực diệt chủng thời hiện đại". Paul Henze coi nó được cho là đã tạo nguồn cảm hứng để người Thổ tiến hành Cuộc diệt chủng người Armenia sau này.
Walter Richmond cũng coi đó là diệt chủng và coi sự kiện năm 1864 là cội nguồn của sự khởi đầu xã hội hiện đại cực đoan, với việc chính giới chức Nga đã không làm gì để ngăn cản điều này. Bản thân ông cũng khẳng định giới chức Nga hoàn toàn biết điều này, về số người chết và bị trục xuất tàn bạo, nhưng đều đã đồng lõa nhau với lý do người bản địa vùng này "chẳng hơn gì ngoài những hạt cát cần bị quét ra ngoài".